# 코리안 커넥션
"코리안 커넥션"은 1990년에 개봉한 대한민국의 영화이다.

## 캐스팅
- 강신성일 : 황동수 역
- 이혜영 : 이미옥 역
- 이대근 : 이철순 역
- 윤일봉 : 과장 역
- 전운 : 반장 역
- 이낙훈 : 조승환 역
- 진영미 : 수진 역
- 조형기 : 구산 역
- 김주영 : 덕용 역
- 박종근 : 준섭 역
- 이동준 : 오 형사 역
- 오승룡 : 허장춘 역
- 송경철 : 용식 역
- 양형욱 : 민이 역
- 김기종 : 정 사장 역
- 홍성영 : 공원 청년들 역
- 박영록 : 공원 청년들 역
- 이봉규 : 호텔 사나이 역
- 나갑성 : 마약감시반 역
- 박종설 : 경비원 역
- 윤다훈 : 웨이터 1 역